# Сейсмогеологическая граница

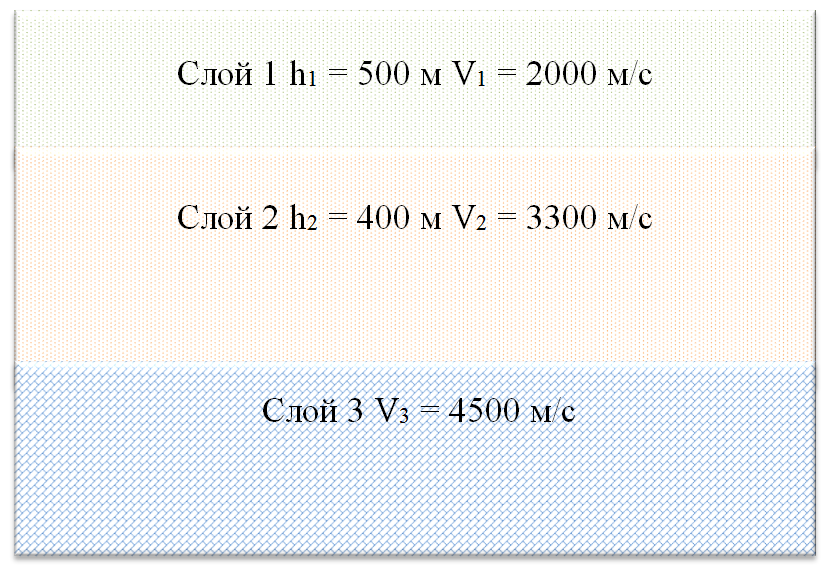
Сейсмогеологическая модель

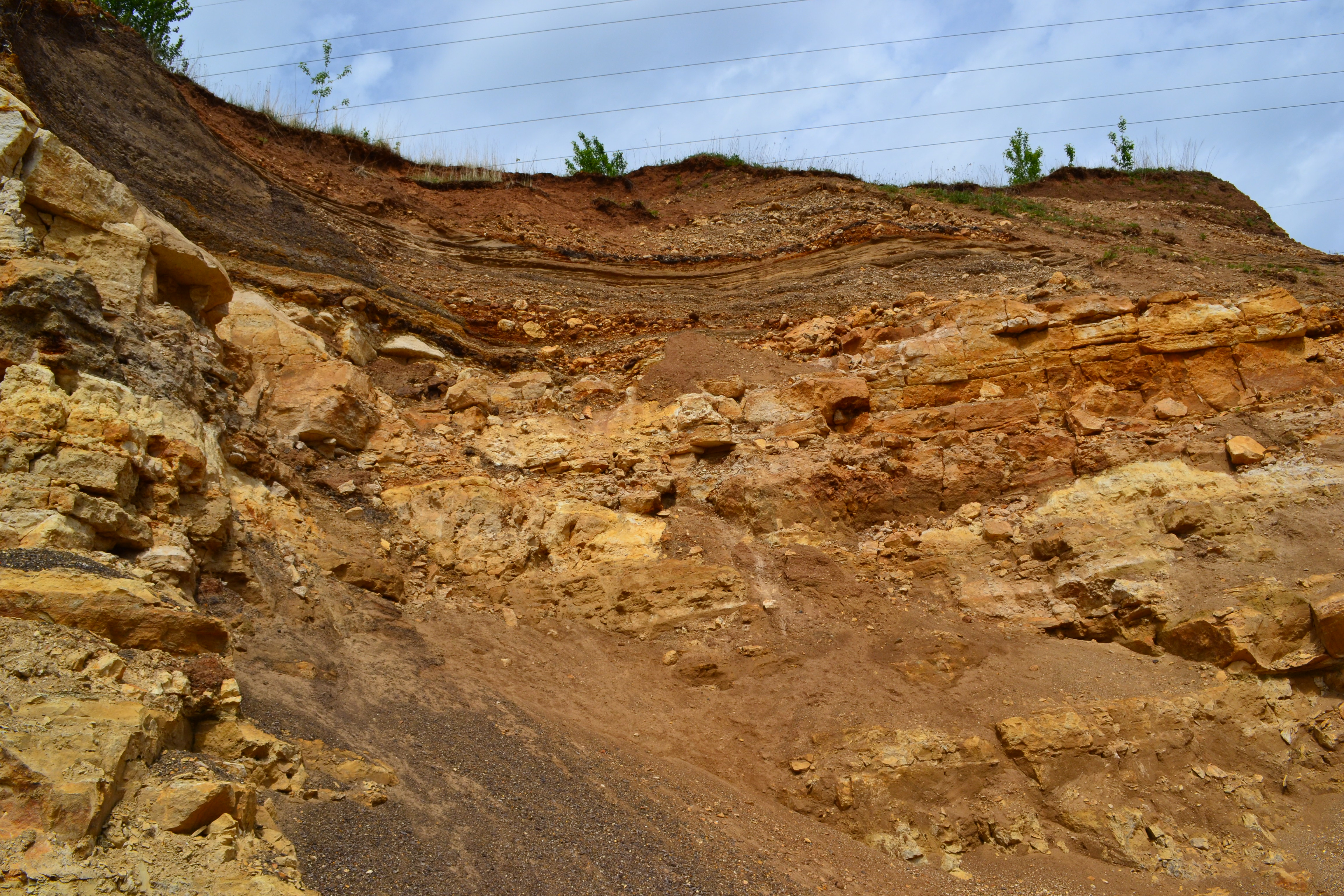
Геологические границы

Сейсмогеологическая граница — это плоская или криволинейная поверхность, разделяющая упруго-однородные или упруго-градиентные слои геологической среды и имеющая точную привязку к литолого-стратиграфической колонке. Сейсмические границы не всегда совпадают с геологическими, потому что упругие свойства зависят не только от литологического состава горных пород. Например, различие упругих свойств между прочными известняками и трещиноватыми гранитами может быть минимальным, а в геологическом плане это существенно разные горные породы, как по составу,так и по происхождению. Геологическая природа сейсмических границ определяется в процесс интерпретации с использованием всего объёма имеющейся геолого-геофизической информации. Изображение геологической среды с выделенными сейсмогеологическими границами и указанными значениями скорости упругих волн называется сейсмогеологической моделью.

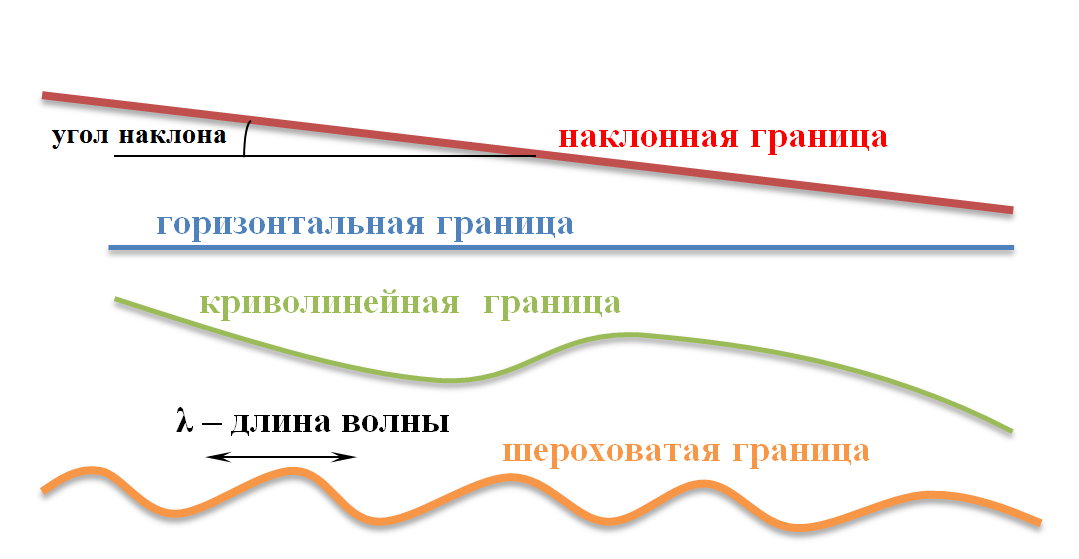
Виды сейсмогеологических границ по гладкости формы

## Классификация сейсмогеологических границ

### по гладкости формы
- Гладкие имеют плоскую или криволинейную форму. Для криволинейных гладких границ размер локальных впадин и поднятий должен в несколько раз превышать длину волны.
  - Плоские — имеют плоскую форму, в вертикальном сечении выглядят как прямые.
    - горизонтальные — имеют угол наклона точно или приближённо равный 0. Нестрого горизонтальные границы, у углом наклона не более (2-5)0 называются субгоризонтальными.
    - наклонные — имеют угол наклона от 5 до 95 градусов.
    - вертикальные — имеют угон наклона 90. Нестрого вертикальные границы называются субвертикальными.

  - Криволинейные — имеют неплоскую форму.

- Шероховатые — у шероховатых границ отдельные локальные изменения формы имеют средний размер меньше длины волны, что приводит к дифракционному рассеиванию[2]. энергии упругих волн. Шероховатые сейсмические границы отличаются пониженной и неравномерной амплитудой формируемых вторичных упругих волн

### по изменяющемуся свойству
- скоростные — выделяются по изменению скорости упругих волн.
- преломляющие — выделяются по увеличению скорости упругих волн.
- отражающие — выделяются по изменению акустической жёсткости.

### по степени изменения свойства
- границы I рода или резкие — на них происходит скачкообразное изменение упругого параметра (скорости или жёсткости).
- границы II рода или нерезкие — на них скачком изменяется производная скорости или жёсткости[3].

### по контрастности
Контрастность отражающей границы равна коэффициенту нормального отражения, который определяет значение относительной амплитуды отражённых волн, которые образуются на границе при падении волн под нулевым углом.
{\displaystyle k=20log\left({\frac {\gamma {_{1}}-\gamma {_{2}}}{\gamma {_{1}}+\gamma {_{2}}}}\right)} , где 1,2 — слои над и под отражающей границей, γ — акустическая жёсткость. Для удобства анализа контрастность выражается децибелах без учёта знака.
- слабые — K > 20дБ
- средние K>10 дБ, но <20дБ
- сильные K<10 дБ